# Han Seung-won
Han Seung-won (en hangul: 한승원; Jangheung, 13 d'octubre de 1939) és un escriptor sud-coreà.
Les seves obres parlen principalment de persones que lluiten contra el seu destí; normalment es troben a Jangheung, un comtat de la costa sud de Corea del qual és originari l'autor. Per tant, sovint apareixen rastres del dialecte local en la llengua de les seves novel·les. Han és el pare de Han Kang, guanyadora del Premi Nobel de Literatura 2024.
Va estudiar a l'Institut Jangheung i a la Universitat de les Arts de Seorabeol, on va aprendre escriptura creativa. Han va ser alumne de l'escriptor Kim Tong-ni, i col·lega d'autors com Lee Mun Ku, Park Sang-ryoong, Cho Sehee o Kim Won-il.[2] Va fer el seu debut literari l'any 1966 amb el conte Gajeungseureoun bada (가증스배 배, "El mar abominable), amb que va guanyar el premi Shina Ilbo per a nous escriptors. Després de graduar-se, va treballar a l'escola primària Jangdongseo, a l'Institut Kwangyang i a l'Institut Gwangju Dongshin.